# Pro Evolution Soccer 2014
Pro Evolution Soccer 2014 (abreviado para PES 2014 e conhecido oficialmente na Ásia como World Soccer: Winning Eleven 2014) é um jogo eletrônico de futebol profissional e a décima terceira edição da série Pro Evolution Soccer desenvolvido e publicado pela Konami. Foi a última versão da série a ser lançada para Playstation 2 e PSP, sendo também o último jogo a ser lançado para ambos os consoles.

## Nova PES Engine
Herdada e modificada a partir da Fox Engine, utilizada para a elaboração da franquia Metal Gear Solid, a PES Engine promete muito mais do que gráficos impressionantes e sensível melhoria no sistema de colisão de Pro Evolution Soccer, um dos fatores mais criticados da franquia desde que a última geração de consoles surgiu, capitaneada pelo Playstation 3.
A edição de Março da conceituada revista britânica EDGE trouxe vários detalhes da nova engine da franquia.
A partir dessa versão, os jogadores podem trocar de clube na Liga Master e treinar seleções nacionais. Também é possível criar os terceiros e quartos uniformes para os times. A versão de PS2 tem as mesmas características das versão anteriores. Não há o clima chuva, nem o Criador de Estádios.

## Licenças
O jogo continuará com exclusividade da UEFA Champions League, UEFA Europa League, e Copa Libertadores, e tem a inclusão da AFC Champions League, competição de clubes asiáticos organizada pela Confederação Asiática de Futebol (AFC).
A produtora do game confirmou a aparição dos Campeonatos Argentino e Chileno na mais nova versão de seu simulador de futebol. Também  foi revelado ao público a existência de uma capa destinada às vendas no Brasil, esta que conta com a presença dos principais jogadores dos clubes nacionais.

### Ligas e Clubes

#### Ligas licenciadas
| Região/País   | Liga             |
| ------------- | ---------------- |
| Argentina     | Primera División |
| Chile         | Liga Scotiabank  |
| Espanha       | Liga BBVA        |
| França        | Ligue 1          |
| Países Baixos | Eredivisie       |

#### Ligas parcialmente licenciadas
| Região/País | Liga                    | Licença |
| ----------- | ----------------------- | --- |
| Brasil      | Campeonato Brasileiro   | Licenciados todos os clubes, o logo da liga e seu nome são fictícios.                                                             |
| Inglaterra  | Barclays Premier League | Somente licenciado o Manchester United. O restante dos clubes, o logo da liga e seu nome são fictícios.                           |
| Itália      | Serie A                 | Licenciados todos os clubes, o logo da liga e seu nome são fictícios.                                                             |
| Portugal    | Liga Zon Sagres         | Somente licenciados Benfica, Braga, Porto e FC Paços de Ferreira. O restante dos clubes, o logo da liga e seu nome são fictícios. |

##### Liga Inglesa (Premier League)
- North London - Arsenal FC
- West Midlands Village - Aston Villa FC
- South Wales - Cardiff City
- London FC - Chelsea FC
- South Norwood - Crystal Palace FC
- Merseyside Blue - Everton FC
- West London White - Fulham FC
- Yorkshire Orange - Hull City
- Merseyside Red - Liverpool FC
- Man Blue - Manchester City
- Tyneside - Newcastle United
- Norfolk City - Norwich City
- Hampshire Red - Southampton FC
- The Potteries - Stoke City
- Wearside - Sunderland AFC
- West Glamorgan City - Swansea City
- North East London - Tottenham Hotspur
- West Midlands Stripes - West Bromwich Albion
- East London - West Ham United

##### Liga Portuguesa (Liga Zon Sagres)
- Aratalcao - Académica
- Arimelcao - FC Arouca
- Blemotao - Belenenses
- Estralpao - Grupo Desportivo Estoril Praia
- Gavorence - Gil Vicente FC
- Maseadeira - CS Marítimo
- Nardimcol - CD Nacional
- Osquancha - SC Olhanense
- Rovaneche - Rio Ave FC
- Esportiva - Sporting CP
- Visicutao - Vitória Sport Clube
- Verfolcao - Vitória Futebol Clube

#### Outras Equipes

##### Asiáticos
| Região/País    | Equipe     |
| -------------- | ---------- |
| Arábia Saudita | Al-Ittihad |
| Arábia Saudita | Al-Nassr   |

##### Europeus
| País      | Equipe                  |
| --------- | ----------------------- |
| Bélgica   | RSC Anderlecht          |
| Chipre    | APOEL Nicosia           |
| Chéquia   | Sparta Praga            |
| Dinamarca | FC Copenhague           |
| Dinamarca | FC Nordsjælland         |
| Alemanha  | Bayer 04 Leverkusen     |
| Alemanha  | FC Bayern München       |
| Alemanha  | FC Schalke 04           |
| Grécia    | Olympiacos FC           |
| Grécia    | PAOK                    |
| Israel    | Maccabi Tel Aviv FC     |
| Polónia   | Legia Warszawa          |
| Rússia    | PFC CSKA Moscou         |
| Rússia    | FC Zenit St. Petersburg |
| Escócia   | Celtic FC               |
| Escócia   | Motherwell FC           |
| Turquia   | Galatasaray SK          |
| Ucrânia   | Shakhtar Donetsk        |

##### Sul-americanos
| Região/País | Equipe              |
| ----------- | ------------------- |
| Brasil      | Atlético Goianiense |
| Brasil      | Figueirense         |
| Brasil      | Palmeiras           |
| Brasil      | Sport Recife        |

### Competições Licenciadas
Konami anuncia competições licenciadas que aparecerão no game:

#### Ásia

##### AFC Champions LeagueNovo
A licença da AFC Champions League traz a possibilidade de jogar com todos os clubes que participam da fase de grupos da edição de 2013.
| Região/País            | Equipe                    |
| ---------------------- | ------------------------- |
| Arábia Saudita         | Al-Ahli                   |
| Arábia Saudita         | Al-Ettifaq                |
| Arábia Saudita         | Al-Hilal                  |
| Arábia Saudita         | Al-Shabab                 |
| Austrália              | Brisbane Roar FC          |
| Austrália              | Central Coast Mariners FC |
| Catar                  | Al-Gharafa                |
| Catar                  | Al-Rayyan                 |
| Catar                  | El Jaish                  |
| Catar                  | Lekhwiya SC               |
| China                  | Beijing Guoan             |
| China                  | Guangzhou Evergrande      |
| China                  | Guizhou Renhe             |
| China                  | Jiangsu Sainty            |
| Coreia do Sul          | Pohang Steelers           |
| Coreia do Sul          | FC Seoul                  |
| Coreia do Sul          | Jeonbuk Hyundai Motors FC |
| Coreia do Sul          | Suwon Samsung Bluewings   |
| Emirados Árabes Unidos | Al Ain                    |
| Emirados Árabes Unidos | Al-Jazira                 |
| Emirados Árabes Unidos | Al-Nasr SC                |
| Emirados Árabes Unidos | Al Shabab AAC             |
| Irão                   | Esteghlal F.C.            |
| Irão                   | Saba Qom                  |
| Irão                   | Sepahan                   |
| Irão                   | Tractor Sazi FC           |
| Japão                  | Kashiwa Reysol            |
| Japão                  | Sanfrecce Hiroshima       |
| Japão                  | Urawa Red Diamonds        |
| Japão                  | Vegalta Sendai            |
| Tailândia              | Buriram United            |
| Tailândia              | Muangthong United         |
| Uzbequistão            | Bunyodkor                 |
| Uzbequistão            | PFC Lokomotiv Tashkent    |
| Uzbequistão            | FC Pakhtakor              |

#### Europa

##### UEFA Champions League
| Região/País   | Equipe                  |
| ------------- | ----------------------- |
| Alemanha      | Bayer 04 Leverkusen     |
| Alemanha      | FC Bayern München       |
| Alemanha      | FC Schalke 04           |
| Bélgica       | RSC Anderlecht          |
| Dinamarca     | FC Copenhague           |
| Escócia       | Celtic FC               |
| Espanha       | Atlético de Madrid      |
| Espanha       | FC Barcelona            |
| Espanha       | Real Madrid CF          |
| Espanha       | Real Sociedad           |
| França        | Olympique de Marseille  |
| França        | Paris Saint-Germain     |
| Grécia        | Olympiacos FC           |
| Inglaterra    | Manchester United       |
| Itália        | Juventus FC             |
| Itália        | SSC Napoli              |
| Itália        | AC Milan                |
| Países Baixos | AFC Ajax                |
| Portugal      | SL Benfica              |
| Portugal      | FC Porto                |
| Rússia        | PFC CSKA Moscou         |
| Rússia        | FC Zenit St. Petersburg |
| Roménia       | FC Steaua București     |
| Turquia       | Galatasaray SK          |
| Ucrânia       | FC Shakhtar Donetsk     |

#### América Latina

##### Copa Libertadores
| Região/País | Equipe                    |
| ----------- | ------------------------- |
| Argentina   | Arsenal                   |
| Argentina   | Boca Juniors              |
| Argentina   | Newell's Old Boys         |
| Argentina   | Tigre                     |
| Argentina   | Vélez Sarsfield           |
| Bolívia     | Bolívar                   |
| Bolívia     | San José                  |
| Bolívia     | The Strongest             |
| Brasil      | Atlético Mineiro          |
| Brasil      | Corinthians               |
| Brasil      | Fluminense                |
| Brasil      | Grêmio                    |
| Brasil      | Palmeiras                 |
| Brasil      | São Paulo                 |
| Chile       | Deportes Iquique          |
| Chile       | Huachipato                |
| Chile       | Universidad de Chile      |
| Colômbia    | Deportes Tolima           |
| Colômbia    | Independiente Santa Fe    |
| Colômbia    | Millonarios               |
| Equador     | Barcelona                 |
| Equador     | Emelec                    |
| Equador     | Liga de Quito             |
| México      | León                      |
| México      | Tijuana                   |
| México      | Toluca                    |
| Paraguai    | Cerro Porteño             |
| Paraguai    | Libertad                  |
| Paraguai    | Olimpia                   |
| Peru        | Real Garcilaso            |
| Peru        | Sporting Cristal          |
| Peru        | Universidad César Vallejo |
| Uruguai     | Defensor Sporting         |
| Uruguai     | Nacional                  |
| Uruguai     | Peñarol                   |
| Venezuela   | Caracas FC                |
| Venezuela   | Deportivo Anzoátegui      |
| Venezuela   | Deportivo Lara            |

### Seleções nacionais
O jogo conta com um total de 87 seleções nacionais: 14 africanas, 20 americanas, 18 asiáticas, 34 europeias e 1 oceânica.
| Confederação | Seleção                | Licença         |
| ------------ | ---------------------- | --------------- |
| AFC          | Afeganistão            | Não licenciada. |
| AFC          | Arábia Saudita         | Não licenciada. |
| AFC          | Austrália              | Licenciada.     |
| AFC          | Bahrein                |                 |
| AFC          | Catar                  |                 |
| AFC          | China                  | Não licenciada. |
| AFC          | Coreia do Norte        | Não licenciada. |
| AFC          | Coreia do Sul          | Não licenciada. |
| AFC          | Emirados Árabes Unidos | Não licenciada. |
| AFC          | Irã                    | Não licenciada. |
| AFC          | Iraque                 | Não licenciada. |
| AFC          | Japão                  | Não licenciada. |
| AFC          | Jordânia               | Não licenciada. |
| AFC          | Kuwait                 | Não licenciada. |
| AFC          | Líbano                 | Não licenciada. |
| AFC          | Omã                    | Não licenciada. |
| AFC          | Tailândia              | Não licenciada. |
| AFC          | Uzbequistão            | Não licenciada. |
| CAF          | África do Sul          | Não licenciada. |
| CAF          | Argélia                | Não licenciada. |
| CAF          | Burquina FassoNovo     | Não licenciada. |
| CAF          | Camarões               | Não licenciada. |
| CAF          | Costa do Marfim        | Não licenciada. |
| CAF          | Egito                  | Não licenciada. |
| CAF          | Gana                   | Licenciada.     |
| CAF          | Guiné                  | Não licenciada. |
| CAF          | Mali                   | Não licenciada. |
| CAF          | Marrocos               | Não licenciada. |
| CAF          | Nigéria                | Não licenciada. |
| CAF          | Senegal                | Não licenciada. |
| CAF          | Tunísia                | Não licenciada. |
| CAF          | Zâmbia                 | Não licenciada. |
|              |                        | Não licenciada. |
| CONCACAF     | Canadá                 | Não licenciada. |
| CONCACAF     | Costa Rica             | Não licenciada. |
| CONCACAF     | Estados Unidos         | Não licenciada. |
| CONCACAF     | Haiti                  | Não licenciada. |
| CONCACAF     | Honduras               | Não licenciada. |
| CONCACAF     | Guatemala              | Não licenciada. |
| CONCACAF     | JamaicaNovo            | Não licenciada. |
| CONCACAF     | México                 | Não licenciada. |
| CONCACAF     | Panamá                 | Não licenciada. |
| CONCACAF     | Trindade e Tobago      | Não licenciada. |
| CONMEBOL     | Argentina              | Não licenciada. |
| CONMEBOL     | Bolívia                | Não licenciada. |
| CONMEBOL     | Brasil                 | Não licenciada. |
| CONMEBOL     | Chile                  | Não licenciada. |
| CONMEBOL     | Colômbia               | Não licenciada. |
| CONMEBOL     | Equador                | Não licenciada. |
| CONMEBOL     | Paraguai               | Não licenciada. |
| CONMEBOL     | Peru                   |                 |
| CONMEBOL     | Uruguai                |                 |
| CONMEBOL     | Venezuela              |                 |
| OFC          | Nova Zelândia          | Não licenciada. |
| UEFA         | Áustria                |                 |
| UEFA         | Alemanha               | Licenciada.     |
| UEFA         | Bélgica                | Licenciada.     |
| UEFA         | Bósnia e Herzegovina   | Licenciada.     |
| UEFA         | Bulgária               |                 |
| UEFA         | Croácia                |                 |
| UEFA         | Dinamarca              |                 |
| UEFA         | Escócia                |                 |
| UEFA         | Eslováquia             |                 |
| UEFA         | Eslovênia              |                 |
| UEFA         | Espanha                | Licenciada.     |
| UEFA         | Finlândia              | Não licenciada. |
| UEFA         | França                 | Licenciada.     |
| UEFA         | País de Gales          | Não licenciada. |
| UEFA         | Grécia                 | Licenciada.     |
| UEFA         | Hungria                | Não licenciada. |
| UEFA         | Irlanda                | Não licenciada. |
| UEFA         | Irlanda do Norte       | Não licenciada. |
| UEFA         | Israel                 | Não licenciada. |
| UEFA         | Itália                 | Licenciada.     |
| UEFA         | Inglaterra             | Licenciada.     |
| UEFA         | Montenegro             | Não licenciada. |
| UEFA         | Países Baixos          | Não licenciada. |
| UEFA         | Noruega                | Não licenciada. |
| UEFA         | Polônia                | Não licenciada. |
| UEFA         | Portugal               | Licenciada.     |
| UEFA         | República Tcheca       | Licenciada.     |
| UEFA         | Romênia                | Não licenciada. |
| UEFA         | Rússia                 | Não licenciada. |
| UEFA         | Sérvia                 | Não licenciada. |
| UEFA         | Suécia                 | Não licenciada. |
| UEFA         | Suíça                  | Não licenciada. |
| UEFA         | Turquia                | Licenciada.     |
| UEFA         | Ucrânia                | Não licenciada. |

### Estádios
Estes são os 20 estádios licenciados e genéricos de PES 2014 (18 para PC e 2 para PS3).
| País           | Estádio                                       | Proprietário           | Nome verdadeiro         |
| -------------- | --------------------------------------------- | ---------------------- | ----------------------- |
| Alemanha       | Allianz Arena                                 | FC Bayern München      | Licenciado              |
| Alemanha       | Burg Stadion                                  | Werder Bremen          | Weserstadion            |
| Arábia Saudita | Estádio Príncipe Abdullah al-FaisalNovo (PS3) | Al-Ahli e Al-Ittihad   | Licenciado              |
| Arábia Saudita | Estádio Internacional Rei FahdNovo            | Al-Hilal e Al-Shabab   | Licenciado              |
| Argentina      | El MonumentalNovo                             | River Plate            | Licenciado              |
| Argentina      | La BomboneraNovo (PS3)                        | Boca Juniors           | Licenciado              |
| Brasil         | Estadio do Escorpião                          | Flamengo e Fluminense  | Estádio do Maracanã     |
| Brasil         | Estádio do Morumbi                            | São Paulo              | Licenciado              |
| Brasil         | Estádio Urbano Caldeira                       | Santos                 | Licenciado              |
| Coreia do Sul  | Konami Stadium                                | Ulsan Hyundai Horang-i | Munsu Cup Stadium       |
| Espanha        | Estádio do Novo Triunfo                       | RCD Español            | Estadi Cornellà-El Prat |
| França         | Stade de France                               | França                 | Licenciado              |
| Inglaterra     | Old Trafford                                  | Manchester United      | Licenciado              |
| Inglaterra     | Royal London Stadium                          | Arsenal                | Emirates Stadium        |
| Inglaterra     | Wembley Stadium                               | Inglaterra             | Licenciado              |
| Itália         | Giuseppe Meazza                               | Internazionale         | Licenciado              |
| Itália         | San Siro                                      | AC Milan               | Licenciado              |
| Itália         | Juventus Stadium                              | Juventus FC            | Licenciado              |
| Japão          | Saitama Stadium 2002                          | Urawa Red Diamonds     | Licenciado              |
| Portugal       | Estádio da Luz                                | SL Benfica             | Licenciado              |

## Críticas e Receptividade
| Críticas profissionais | Críticas profissionais                 |
| Avaliações da crítica  | Avaliações da crítica                  |
| Fonte                  | Avaliação                              |
| ---------------------- | -------------------------------------- |
| TechTudo               | (7.5/10)                               |
| Game Rankings          | (X360) 77.92% (PS3) 79.48% (PC) 70.00% |
| Meta Critics           | (X360) 80/100 (PS3) 78/100 (PC) 74/100 |
| Eurogamer              | (9/10)                                 |
| Game Informer          | (8.25/10)                              |
| GameSpot               | (6.0/10)                               |
| IGN                    | (8.4/10)                               |
| VideoGamer.com         | (9/10)                                 |

Segundo o site G1, "PES 2014 foi o pior jogo da franquia em tempos." Tudo por conta "do motor gráfico Fox Engine, que forneceu o visual fotorrealista dos jogadores, mas, ao tentar buscar um ar mais de simulação de uma partida de futebol, reduziu consideravelmente a velocidade da partida. O resultado dessa mudança, contudo, não ficou como o esperado. O game está diferente por conta deste novo ritmo e um pouco estranho, com passes e chutes que demoram para acontecer após o comando ser dado. Difícil dizer se a novidade irá agradar aos fãs brasileiros tão acostumados a ter um título anual tão parecido a cada edição."
Para o TechTudo, "apesar de bonito, falta essência ao jogo, além de um sistema mais robusto de modos disponíveis."